# Chris Noffke
Chris Noffke (ur. 6 stycznia 1988 w Ipswich) – australijski lekkoatleta, skoczek w dal.

## Osiągnięcia
| Rok  | Impreza                               | Miejsce    | Pozycja           | Wynik |
| ---- | ------------------------------------- | ---------- | ----------------- | ----- |
| 2004 | Mistrzostwa świata juniorów           | Grosseto   | 4. miejsce        | 7,66  |
| 2004 | Igrzyska Wspólnoty Narodów młodzieży  | Bendigo    | 1. miejsce        | 7,64  |
| 2004 | Igrzyska Wspólnoty Narodów młodzieży  | Bendigo    | 3. miejsce        | 42,05 |
| 2005 | Mistrzostwa świata juniorów młodszych | Marrakesz  | 1. miejsce        | 7,97  |
| 2006 | Mistrzostwa świata juniorów           | Pekin      | el. – 15. miejsce | 7,41  |
| 2007 | Mistrzostwa świata                    | Osaka      | el. – 27. miejsce | 7,54  |
| 2010 | Igrzyska Wspólnoty Narodów            | Nowe Delhi | 6. miejsce        | 7,68  |

Wielokrotny medalista mistrzostw Australii (w tym złoto w 2005).

## Rekordy życiowe
- skok w dal – 8,33 (2010), Noffke jest rekordzistą Australii i Oceanii w kategorii juniorów (8,12 w 2007).